# Automajdan

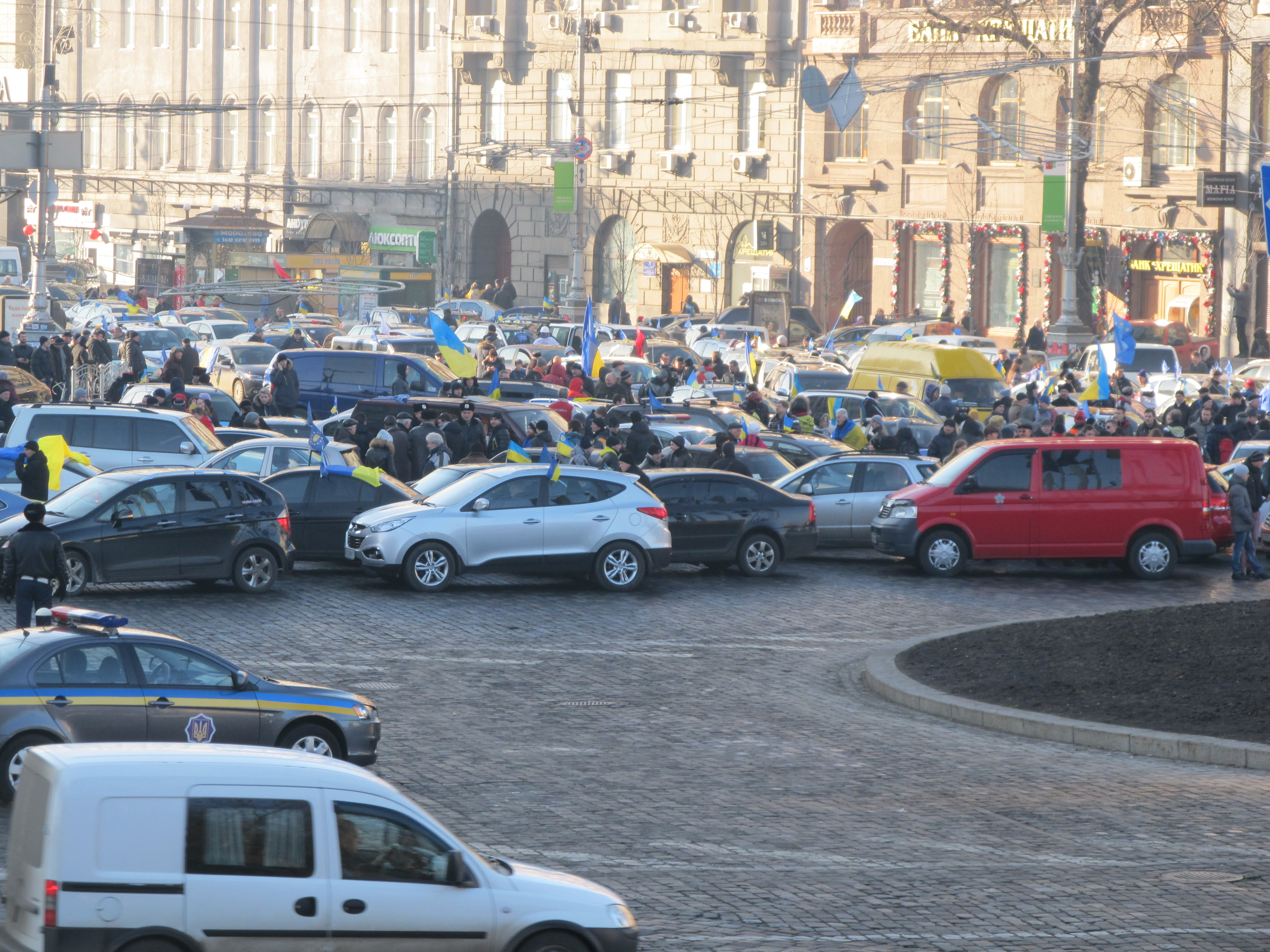
Automajdan w Kijowie

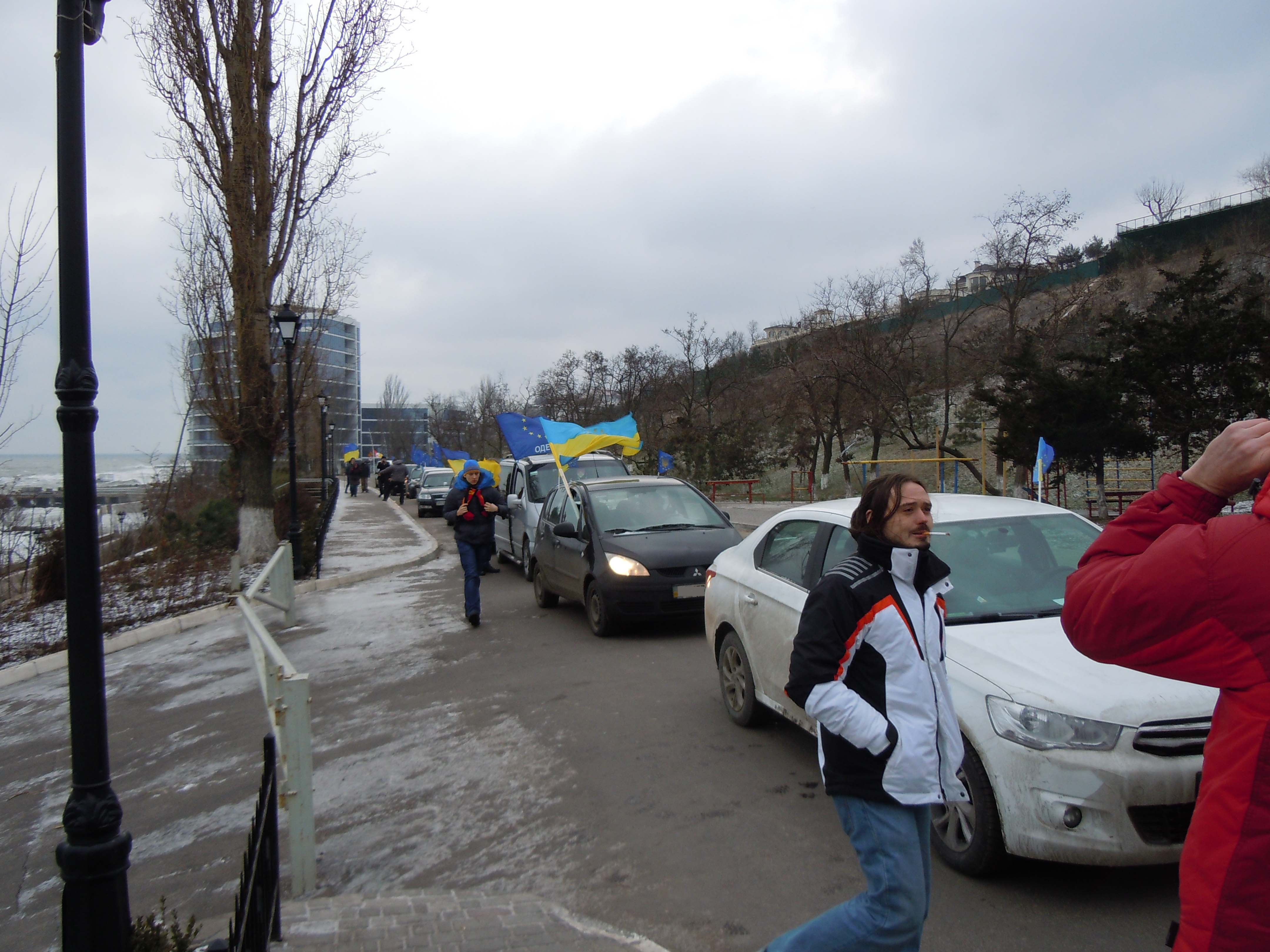
Kolumna Automajdanu w Odessie

Automajdan (ukr. Автомайда́н) – zrzeszenie niezależnych grup kierowców funkcjonujące na Ukrainie od 1 grudnia 2013 r., jedna z organizacji działająca na rzecz Euromajdanu. Posiada ośrodki w wielu miastach Ukrainy, m.in. w: Kijowie, Doniecku, Łucku, Lwowie, Odessie, Użhorodzie, Charkowie, Chersoniu i Chmielnickim.
Do zadań Automajdanu należy blokowanie ruchu samochodowego, patrolowanie miast ukraińskich i wyłapywanie „tituszek”, przewóz rannych demonstrantów oraz uciążliwe nachodzenie urzędników państwowych, oligarchów w ich mieszkaniach i majątkach.

## Liderzy
- Dmytro Bułatow – biznesmen z Kijowa, aktywista społeczny, założyciel Automajdanu, zaginiony 22 stycznia 2013, znaleziony 8 dni później we wsi Wyszenki w podkijowskim rejonie boryspolskim z licznymi obrażeniami, następnie przewieziony na Litwę w celu leczenia, 27 lutego mianowany ministrem młodzieży i sportu w rządzie Arsenija Jaceniuka.
- Ołeksij Hrycenko – z-ca dyrektora przedsiębiorstwa informatycznego, syn polityka Anatolija Hrycenki.
- Serhij Koba
- Serhij Pojarkow – ukraiński artysta i komentator polityczny
- Serhij Chadżynow – dyrektor zagranicznej kompanii produkującej chemię przemysłową